# الدمية القاتلة (سلسلة أفلام)
أفلام الدمية القاتلة هي سلسلة أفلام رعب تقوم ببطولتها دمية تقتل كل ما يواجهها لتصل إلى ما تريده، اسم الدمية هو (تشارلز لي راي) أو تشاكي باختصار (24 يناير 1950 - 9 نوفمبر 1988)، تشاكي هو الدمية التي تحاول بواسطة السحر أن تمتلك روح بشرية، كانت الدمية بالسابق قاتل خطير ولكنه قتل على يد الشرطة، وهو لذلك يحاول الرجوع إلى شكل إنسان لكي ينتقم من الشرطي الذي قتله، ولكنه ينصدم أنه لا يستطيع أن يرجع إلى شكل إنسان إلا من خلال قتل أول شخص يراه وهو على شكل دمية، وهذا الشخص صبي لا يتجاوز عمره السبع سنين اسمه آندي.
و من هنا تبدأ سلسلة الأفلام المرعبة والمضحكة في نفس الوقت، وهو يحاول في كل جزء من الأجزاء السبعة الرجوع إلى شكل إنسان ليس هو فقط بل مع دمية قاتلة أخرى تنضم إليه بواحد من الأجزاء الأخرى.

## الأفلام
| الفيلم      | تاريخ الإصدار في الولايات المتحدة | المخرج       | سيناريو                          | إنتاج                          | توزيع                            |
| ----------- | --------------------------------- | ------------ | -------------------------------- | ------------------------------ | -------------------------------- |
| لعبة طفل    | 9 نوفمبر 1988                     | توم هولندا   | دون مانشيني جون لافيا توم هولندا | دايفيد كيرشنر                  | مترو غولدوين ماير يونايتد آرتيست |
| لعبة طفل 2  | 9 نوفمبر 1990                     | جون لافيا    | دون مانشيني                      | دايفيد كيرشنر                  | يونيفرسال بيكشرز                 |
| لعبة طفل 3  | 30 أغسطس 1991                     | جاك بيندر    | دون مانشيني                      | روبرت لاثام براون              | يونيفرسال بيكشرز                 |
| عروس تشاكي  | 16 أكتوبر 1998                    | روني يو      | دون مانشيني                      | دايفيد كيرشنر غريس غيلروي      | يونيفرسال بيكشرز                 |
| ذرية تشاكي  | 12 نوفمبر 2004                    | دون مانشيني  | دون مانشيني                      | دايفيد كيرشنر كوري سينيغا      | ريلاتيفتي ميديا                  |
| لعنة تشاكي  | 24 سبتمبر 2013                    | دون مانشيني  | دون مانشيني                      | دايفيد كيرشنر                  | يونيفرسال بيكشرز                 |
| طائفة تشاكي | 3 أكتوبر 2017                     | دون مانشيني  | دون مانشيني                      | دايفيد كيرشنر أوغدن جافانسكي   | يونيفرسال بيكشرز                 |
| لعبة طفل    | 21 يونيو 2019                     | لارس كليفبرج | تايلر بيرتون سميث                | ديفيد كاتزنبرج سيث جراهام سميث | يونايتد آرتيست أوريون بيكشرز     |

### لعبة طفل (1988)
عُرِض الفيلم في 9 نوفمبر 1988، ليكون الجزء الأول من السلسلة.
تبدأ القصة مع مطاردة عنيفة من قبل الشرطة، فيلجأ مجرم مشهور وعنيف يدعى تشارلز لي راي إلى متجر ألعاب بينما كان رفيقه إيدي قد هرب، طارده محقق شرطة يُدعى مايك نوريس إلى المتجر وأطلق النار عليه في صدره، وقبل وفاة تشارلز، نقل روحه إلى إحدى الدمى من ماركة A Good Friend Doll بواسطة Voodoo Spell. تبقى جثته وتعتقد الشرطة أنه مات في النهاية.
في الصباح، يصادف عيد ميلاد آندي باركلي السادس، وبمناسبة عيد ميلاده يتلقى آندي ملابس جديدة من والدته، لكنه يطالب بإحدى الدمى المتأثر بإعلاناتها المتكررة، فتدعي والدته أنها لا تملك ما يكفي من المال لشرائه ويخرج من المنزل للعمل. في العمل، وجدت هي وصديقتها ماجي بيترسون شخصًا بلا مأوى يبيع إحدى دمى الرجل الطيب بسعر منخفض فتشتريها لابنها، لكن هذه الدمية لم تكن سوى روح تشارلز لي راي.
بقيت ماجي مع آندي في تلك الليلة، وهناك دُفعت من نافذة المبنى لتموت، ولم يعرف آندي أن دميته هي السبب، من خلال اللعبة، أة يخبره تشارلز لي راي أنه اسمه تشاكي، ويأمره بالتغيب عن المدرسة واصطحابه إلى مكان صديقه الذي خانه، حيث تحرق دمية تشاكي المنزل وتقتل إيدي، وتأتي الشرطة مع المحقق مايك نوريس للعثور على آندي الصغير في مسرح الجريمة. يصر على أن دميته، تشاكي، هي الجاني. تم إرسال آندي إلى مستشفى للأمراض النفسية، وعادت والدته إلى المنزل مع الدمية، وهناك تكتشف أن ابنها كان على حق، ويهرب تشاكي، فتذهب إلى المحقق مايك نوريس، الذي يرفض تصديق القصة في البداية.
يلجأ تشاكي إلى دليله السحري لمعرفة كيفية التخلص من جسم الدمية؛ أخبره أنه يجب أن ينقل روحه إلى جسد أول شخص يكشف عن نفسه له، لذلك يسعى تشاكي وراء آندي الذي يهرب ويلجأ إلى والدته. يتتبع المحقق نوريس الأدلة ويجد أن كلمات الأم والابن صحيحة. برفقة والدته، يذهب إلى مدرس تشاكي، الذي يخبرهم أنه يجب عليهم تدمير قلبه لأنه إنسان.
يتوجه تشاكي إلى منزل باركلي حيث يختبئ آندي، وتعود والدته والمحقق إلى المنزل لخوض معركة رهيبة بينهما وبين تشاكي، والتي تنتهي بتفكيك الدمية.

### لعبة طفل 2 (1990)
صَدَر الفيلم في 9 نوفمبر 1990؛ أي بعد سنتين بالضبط من الجزء السابق. الفيلم من إخراج توم هولاند. كتب القصة أيضًا هولاند وجون لافيا ودون مانشيني، وبطولة كاثرين هيكس في دور كارين باركلي، وكريس ساراندون في دور الضابط مايك نوريس، وأليكس فنسنت (في أول فيلم له) في دور آندي باركلي، وبراد دوريف في دور تشارلز لي راي وصوت تشاكي. حقق الفيلم ما يزيد عن 35 مليون دولار أرباح.
تدور أحداث الفيلم في عام 1990، بعد عامين من أحداث الفيلم الأول. بينما يعيش آندي الآن في رعاية التبني (كما كان من الواضح أن والدته أُرسلت إلى مستشفى الأمراض العقلية بعد أحداث الفيلم السابق)، اتخذت الشركة المصنعة للدمية موقفًا إيجابيًا من الشركة وأعادت بناء الدمية لإثبات عدم وجود أي خطأ في ذلك، وبماركة Good Guys. بعد عطل كهربائي غريب يُعاد تشاكي إلى الحياة في دمية Good Guys الجديدة، يستمر في متابعة آندي من أجل نقل روحه من جسم الدمية قبل أن يصبح شكله الدائم هكذا. يتسلل إلى بيت الحضانة للتجسس على آندي. في النهاية يتبعه إلى المدرسة، ويخرب عمله المدرسي ويحتجز آندي. عندما يهرب آندي إلى المنزل، يقتل تشاكي المعلمة بوحشية بعصا الفناء (التي وضعتها المعلمة في خزانة). بعدها، يحاول تشاكي نقل جسمه مع آندي قبل أن تدخل كايل أخت آندي الحاضنة من خلال نافذته بعد موعد مع صديقها وحبيبة آندي. يلاحظ تشاكي، بعد أن تم إلقاؤه في الطابق السفلي، أنه أصيب بنزيف في الأنف، مما يشير إلى أنه يتحول إلى إنسان مع مرور الوقت. حاول مرة أخيرة أن يدخل جسد أندي بعد أن قتل الأم الحاضنة ويهاجم كايل، مما يجبرها على قيادته إلى موقع آندي الجديد؛ إذ أُعيد آندي إلى مركز التبني بعد أن قتل تشاكي الأب بالتبني في السابق. عندما التقى كايل وآندي (كان تشاكي يحمل سكينًا في عنق كايل في حال هربه)، تستحوذ مديرة مركز التبني غريس بول على تشاكي وتهرّب كايل، يجعل تشاكي حضوره الشرير معروفًا لها ويقتلها. بينما يصعد كل من آندي وتشاكي إلى مؤخرة شاحنة البريد، تتبعهم كايل في السيارة. وصلوا في النهاية إلى مصنع Play Pals (موقع المشهد الافتتاحي)، ويقرع تشاكي آندي لمبادلة الأجساد معه مرة واحدة وإلى الأبد. يقول تشاكي الترنيمة، لكنه يجد أنه أضاع كل وقته في الدمية وأنه عالق فيها إلى الأبد. الآن مع عدم وجود خيار، قرر قتل آندي. يطارد آندي وكايل في جميع أنحاء المصنع قبل أن تعلق ذراعه في باب مغلق. يسحبها ويستبدلها بسكين. بعد تدبيسها على لوح، يحاول تشاكي الوصول لآندي، لكن يضربه آندي إلى آلة، مما يؤدي إلى قطع تشاكي إلى نصفين في منطقة الخصر. يهرب تشاكي من الآلة، وأثناء تجواله على عربة، يخبر آندي أنه يريد قتله. لاحظ أندي وعاءً من البلاستيك المصهور، ويتوسل له تشاكي ألا يفتحه. عندما يفعل آندي، يصرخ تشاكي من الألم حيث يحترق جلده البلاستيكي ويذوب، مما يؤدي إلى قتله على الأرجح. عندما ينظر الاثنان إلى جسده، يقفز تشاكي محاولًا مهاجمة كايل. سلمها آندي خرطوم هواء، وقام كايل بدفعه في فم تشاكي، مما أدى إلى امتلاء رأسه بالهواء وانفجاره، وقتله مرة أخرى. عندما يغادر الاثنان المصنع، يسأل آندي أين منزلهما وتقول كايل إنها لا تعرف. في النهاية الممتدة، يظهر وعاء البلاستيك، ويكشف عن سقوط جزء من رأس تشاكي بعد مقتله؛ إذ كان قد وقع في قاع المصنع، مما يؤدي إلى صنع رأس جديد. يعطي ابتسامة شريرة، وينتهي الفيلم.

### لعبة طفل 3 (1991)
الفيلم هو الجزء الثالث من السلسلة؛ يُعرَف الفيلم بـ لعبة طفل 3: انظروا من يتعقب، اشتهر الفيلم في المملكة المتحدة عندما اقترحت بعض الصحف المحلية أن الفيلم كان له تأثير على الطفلين المتورطين في مقتل جيمس بولجر، لكن المحققين المسؤولين عن القضية رفضوا هذا الفكرة. صدر الفيلم في 30 أغسطس 1991. تدور أحداث الفيلم في عام 1998؛ أي بعد ثماني سنوات من أحداث الفيلم الثاني، وقد أعيد افتتاح مصنع Good Guys بعد الدعاية السلبية، ومع إزالة رفات تشاكي. يعود تشاكي في هيئة جديدة، ويبحث عن آندي باركلي البالغ من العمر 16 عامًا، والذي غادر لحضور أكاديمية عسكرية بعد أحداث أول فيلمين. أثناء محاولته الوصول إلى «آندي»، وجد «تشاكي» صبيًا جديدًا، هو رونالد تايلر، الذي يشاركه «سره». جسم دمية Good Guys الجديد يجلب معه إمكانية امتلاك جسم بشري جديد، ويحاول تشاكي إعادة روحه إلى شكلها البشري من خلال تايلر، لكن يحاول آندي إيقاف دمية Good Guys القاتلة مرة واحدة وإلى الأبد.

### عروس تشاكي (1998)
الفيلم هو الجزء الرابع من السلسلة. يبدأ الفيلم بعد شهر من أحداث لعبة الطفل 3. على عكس الأفلام الثلاثة الأولى، يركز هذا الفيلم بالكامل على تشاكي وتيفاني. تستحوذ صديقة تشارلز لي راي السابقة وشريكته، تيفاني، على رفات تشاكي، تجمع الرفات معًا ومن خلال طقوس الفودو تقوم بإحياء تشارلز لي راي، ولكن ينتج شكل مختلف تمامًا. يقتل تشاكي تيفاني وينقل روحها إلى دمية عروس، ويجبر الزوجين الشابين، جيسي وجايد، على إحضارهما إلى قبر راي، حيث يخطط تشاكي استخدام تميمة الفودو للحصول على جسم جديد. في نهاية الفيلم، تلد دمية تيفاني شكلاً جديدًا من الطائفة (غلين/غليندا) حيث تطير من رحم تيفاني التي ماتت الآن وتهاجم مخبر. لا أحد يعرف ما إذا كان المخبر حياً أم ميتاً لأن الشاشة تنقطع إلى اللون الأسود وينتهي الفيلم.

### ذرية تشاكي (2004)
الفيلم هو الجزء الخامس من السلسلة، تم تصويره في رومانيا، ويواصل تطور السلسة ولكن مع نوع جديد عن الأجزاء السابقة، فالفيلم كوميدي ورعب. يجد جلين، طفل تشاكي وتيفاني، والديه بعد ست سنوات، في عام 2004، ويعيدهما إلى الحياة، إذ توجه إلى هوليوود ويقوم بإحياء والديه ولا يعلم كم هما شريران، وبعد ذلك، يشعر بالرعب من جرائم القتل التي ارتكباها. يُجبَر تشاكي وتيفاني على ضم الممثلة جينيفر تيلي لهم. يفقد غلين والده ويعاني من اضطراب الشخصية المنقسمة، حيث يوجد في جسده روح ذكر وأنثى. تستخدم تيفاني الطقوس للسيطرة على جسد تيلي وتحمل تيلي بتوأمان، تصبح شخصية غلين المزدوجة لديها الآن جسد خاص به. في خاتمة الفيلم، يتم تحديد غلين بعد خمس سنوات، في عام 2009، ويتم إرسال أحد أذرع تشاكي المقطوعة بالبريد إلى منزل عائلته، يفزع غلين البشري من الرعب، لأنه يعلم أن عائلته قادمة الآن.

### لعنة تشاكي (2013)
لعنة تشاكي هو الفيلم السادس في ترتيب السلسلة. في عام 2013، بعد تسع سنوات من أحداث الفيلم الخامس وأربع سنوات بعد خاتمة الفيلم، تم تسليم تشاكي إلى منزل عائلة نيكا وسارا بيرس، حيث يرهب تشاكي العائلة ويقتل الأسرة واحدًا تلو الآخر. كان الدافع وراء تشاكي هو الانتقام، حيث كانت سارة هي من اتصلت بالشرطة للمخبر مايك نوريس عندما كان لا يزال إنسانًا، مما أدى إلى وفاته في الفيلم الأول. نجت نيكا، لكن تم إضفاء الطابع المؤسسي عليها، وتم إلقاء اللوم عليها في جرائم القتل. يتم لم شمل تشاكي بواسطة تيفاني، التي تسلم روحه إلى أليس، تُنقل روح تشاكي روحه بنجاح إلى أليس بينما تقوم تيفاتي بطقوس الروح وتتحرك الكاميرا لتكشف عن جدة أليس الخارجة من الطابق السفلي، مع كيس بلاستيكي حول رأسها وهي تموت ببطء. بعد ستة أشهر، تم إرسال تشاكي بالبريد إلى ضحيته التالية، والتي تم الكشف عنه وهو ليس سوى خصمه الأصلي منذ فترة طويلة من الأفلام الأصلية الثلاثة الأولى، وهو آندي باركلي، والذي يوجه بندقية إلى تشاكي ويطلق النار على رأسه في مشهد النهاية.

### طائفة تشاكي (2017)
هو الفيلم السابع من السلسلة.
يبدأ الفيلم بشاب يجلس برفقة فتاة في أحد المطاعم، تخبره أنها بحثت وعرفت أن له تاريخ مظلم ومجهول، تقرر الفتاة أن تتركه بعد أن تعرف أن أندى – بطل الجزء الأول من سلسلة أفلام تشاكي – هناك لعنة ما تلاحقه، فقد قتل بسبب دميته تشاكي ما يزيد عن ثمانين شخص
يعود أندي إلى المنزل ويخرج رأس دمية تشاكي المشوهة والتي يحتفظ بها في خزانة مقيدة بالحديد، يخبره أنه أصبح وحده مرة أخرى بسبب وجوده في حياته، يتحدث معه رأس تشاكي بتعالي، ويخبره أنه لن ينتهي أبدًا، في سياق أخر تظهر السيدة المقعدة نيكا والتي اتهمت بقتل أسرتها، تتلقى جلسات صدمات كهربائية، لأن الجميع لا يصدق أنها بريئة وأن من قام بكل هذه الكوارث هو مجرد دمية، يضعونها في جناح المجرمين الخطرين في مستشفى الأمراض العقلية. ما زالت هي مقتنعة أنها لم تقتل أسرتها وأن تشاكي هو من فعل ذلك، لكنها لا تصرح بذلك لأن لا أحد سيصدقها، تتعرف على عدد من المرضى، وتبدأ أول الجلسات العلاج الجماعي، إحدى زملاءها هو رجل يتخيل أشخاص آخرون وجميعهم مشاهير، وأخرى شديدة التحكم والحزم، وسيدة عجوز تعتقد أنها ميتة وأنها شبح لا يراها أحد، أما آخر الزملاء فهي سيدة قتلت رضيعها لأنه كان يبكي باستمرار وتحيا بعقدة الذنب، ولا تصدق فعلتها وتعتقد أن طفلها ما زال حي. تخبر السيدة العجوز نيكا أن تشاكي تحدث إليها بالأمس وأخبرها أنه قادم من أجل قتلها، لا يصدقها أحد ويعتقدون أنها تقول أي شيء، يخرج الطبيب المعالج دمية تشاكي لأنه يعتقد أنها ستكون جيدة لعلاج الجميع، فالجميع له مشكلة ستتمكن الدمية من حلها؛ إذ ستواجه نيكا مخاوفها، ووالدة الطفل سترى في الدمية طفلها.

### لعبة طفل (2019)
لعبة طفل هو آخر جزء تم، إصداره من السلسلة، الفيلم بمثابة نسخة جديدة من فيلم 1988 وإعادة لسرد السلسلة بشكل عام.

### في المستقبل
في أكتوبر 2017، صرّح دون مانشيني أنه ينوي عودة غلين وغليندا من سيد تشاكي في فيلم مستقبلي، واعترف بأن معظم الإشارات إلى تلك الشخصية قد تم قطعها من طائفة تشاكي. في فبراير 2018، تم الإعلان عن مسلسل تلفزيوني بعنوان دمية طفل، ليكون بمثابة استمرار لقصة الفيلم. صرح مانشيني أيضًا أنه بعد العرض التلفزيوني، سيستمر تطوير السلسلة في المستقبل.
ناقش مانشيني في مقابلة مع Bloody Disgusting إمكانية تصوير فيلم Child's Play في قطار، بالإضافة إلى الكشف عن خطط لسلسلة أفلام A Nightmare on Elm Street، وأشار إليها مبدئيًا باسم Child's Play on Elm Street.

## أفلام قصيرة
| الفيلم                   | تاريخ الإصدار في الولايات المتحدة | المخرج      | كاتب السيناريو | المنتج        |
| ------------------------ | --------------------------------- | ----------- | -------------- | ------------- |
| Chucky's Vacation Slides | 2005                              | دون مانشيني | دون مانشيني    | دايفيد كيرشنر |
| Chucky Invades           | 2013                              | دون مانشيني | دون مانشيني    | دايفيد كيرشنر |

## المسلسل التلفزيوني
| السلسة | المواسم | الحلقات | إصدار أول حلقة | إصدار آخر حلقة | العرض       | الشبكة  |
| ------ | ------- | ------- | -------------- | -------------- | ----------- | ------- |
| تشاكي  | 1       | 8       | 2021           | سيُعلن لاحقاً    | دون مانشيني | ساي فاي |

### تشاكي(2021)
في فبراير 2018، تم الإعلان عن مسلسل تلفزيوني قيد التطوير بمشاركة المخرج دون مانشيني والمنتج دايفيد كيرشنر. سيشارك العرض في الاستمرارية مع سلسلة الأفلام الأصلية؛ إذ سيكون استمرارًا لتلك القصة. صرح مانشيني أنه إلى جانب المسلسل التلفزيوني، سيستمر على تطوير قصة الأفلام. بحلول شهر يونيو من نفس العام، تم التأكيد على عودة براد دوريف للمسلسل المكون من 10 حلقات بصوت تشارلز لي «تشاكي» راي.
في يناير 2019، أعلنت Syfy Wire أن المسلسل سيعرض على Syfy مع كتابة مانشيني والمدير التنفيذي للمسلسل مع دايفيد كيرشنر ونيك أنتوسكا. كشف أنتوسكا أن عنوان العمل الحالي للمسلسل هو تشاكي. أعلن مانشيني أن المسلسل سيصدر في 2020.
بعد عام من إعلانه، أضاءت Syfy العرض مباشرة إلى المسلسل مع تعيين مانشيني لإخراج الحلقة الأولى؛ كما كتب الطيار. من المقرر أن يبدأ التصوير في 6 يوليو وينتهي في 13 نوفمبر. في 17 يوليو 2020، تم إصدار أول إعلان تشويقي بشأن المسلسل التلفزيوني.

## طاقم السلسلة

### طاقم التمثيل
| الشخصية                                | السلسلة الأصلية | السلسلة الأصلية | السلسلة الأصلية           | السلسلة الأصلية     | السلسلة الأصلية | السلسلة الأصلية | السلسلة الأصلية | السلسلة الأصلية         | الإعادة         | مسلسل تلفزيوني          |
| الشخصية                                | لعبة طفل        | لعبة طفل 2      | لعبة طفل 3                | عروس تشاكي          | ذرية تشاكي      | ذرية تشاكي      | لعنة تشاكي      | طائفة تشاكي             | لعبة طفل        | تشاكي                   |
| الشخصية                                | 1988            | 1990            | 1991                      | 1998                | 2004            | 2004            | 2013            | 2017                    | 2019            | 2021 – سيُعلن عنه لاحقًا  |
| -------------------------------------- | --------------- | --------------- | ------------------------- | ------------------- | --------------- | --------------- | --------------- | ----------------------- | --------------- | ----------------------- |
| تشاكيتشارلز لي راي                     | براد دوريفVH    | براد دوريفV     | براد دوريفV               | براد دوريفV         | براد دوريفV     | براد دوريفV     | براد دوريفVH    | براد دوريفVفيونا دوريفH | مارك هاميلV     | براد دوريفVفيونا دوريفH |
| Good GuyBuddi                          | عيدان الإجماليV | عيدان الإجماليV | عيدان الإجماليV           |                     |                 |                 | عيدان الإجماليV | عيدان الإجماليV         | مارك هاميلV     | سيُعلن لاحقاً             |
| آندي باركلي                            | أليكس فينسنت    | أليكس فينسنت    | جوستين والينأليكس فينسنتP |                     |                 |                 | آليكس فينسينت   | آليكس فينسينت           | غابرييل باتمان  | آليكس فينسينت           |
| كارين باركلي                           | كاثرين هيكس     | كاثرين هيكسP    | كاثرين هيكسP              |                     |                 |                 | كاثرين هيكسP    |                         | أوبري بلازا     | سيُعلن لاحقاً             |
| المحقق مايك نوريس                      | كريس ساراندون   |                 |                           |                     |                 |                 | كريس ساراندونA  |                         | بريان تيري هنري | سيُعلن لاحقاً             |
| كايل                                   |                 | كريستين إليز    |                           |                     |                 |                 | كريستين إليزP   | كريستين إليزC           |                 | كريستين إليز            |
| السيد كريستوفر سوليفانالسيد هنري كسلان |                 | بيتر هاسكيل     | بيتر هاسكيل               |                     |                 |                 |                 |                         | تيم ماثيسون     |                         |
| تيفاني فالنتين                         |                 |                 |                           | جنيفر تيليVH        | جنيفر تيليVH    | جنيفر تيليVH    | جنيفر تيليVH    | جنيفر تيليVH            |                 | جنيفر تيلي              |
| غلين                                   |                 |                 |                           | دور الكاميو         | بيلي بويدV      | بينس ال بلويH   |                 |                         |                 | سيُعلن لاحقاً             |
| غليندا                                 |                 |                 |                           | دور الكاميو         | بيلي بويدV      | كريستينا هويتH  |                 |                         |                 | سيُعلن لاحقاً             |
| نيكا بيرس                              |                 |                 |                           |                     |                 |                 | فيونا دوريف     | فيونا دوريف             |                 | فيونا دوريف             |
| أليس بيرس                              |                 |                 |                           |                     |                 |                 | سمر هاويل       | سمر هاويلVH             |                 | سيُعلن لاحقاً             |
| الضابط ستانتونمالكوم                   |                 |                 |                           |                     |                 |                 | آدم هورتيج      | آدم هورتيج              |                 |                         |
| موظف FedEX الممرضة آشلي                |                 |                 |                           |                     |                 |                 | علي تاتارين     | علي تاتارين             |                 |                         |
| جاك سانتوس                             | تومي سويردلو    |                 |                           |                     |                 |                 |                 |                         |                 |                         |
| جريس بول                               |                 | جيرس زابريسكي   |                           |                     |                 |                 |                 |                         |                 |                         |
| السيدة كيتليويل                        |                 | بيث جرانت       |                           |                     |                 |                 |                 |                         |                 |                         |
| جوان سبمبسون                           |                 | جنيفر آن أغوتر  |                           |                     |                 |                 |                 |                         |                 |                         |
| فيل سمبسون                             |                 | جيريت غراهام    |                           |                     |                 |                 |                 |                         |                 |                         |
| رونالد تايلور                          |                 |                 | جيرمي سيلفرز              |                     |                 |                 |                 |                         |                 |                         |
| كريستين دي سيلفا                       |                 |                 | بيري ريفز                 |                     |                 |                 |                 |                         |                 |                         |
| الكولونيل بريت سي شيلتون               |                 |                 | ترافيس فاين               |                     |                 |                 |                 |                         |                 |                         |
| هارولد أوبري وايتهيرتس                 |                 |                 | دين جاكوبسون              |                     |                 |                 |                 |                         |                 |                         |
| جايد كينكيد                            |                 |                 |                           | كاثرين هيغل         |                 |                 |                 |                         |                 |                         |
| الرئيس وارين كينكيد                    |                 |                 |                           | جون ريتر            |                 |                 |                 |                         |                 |                         |
| جيسي                                   |                 |                 |                           | نيك ستابيل          |                 |                 |                 |                         |                 |                         |
| ديفيد كولينز                           |                 |                 |                           | جوردون مايكل وولفيت |                 |                 |                 |                         |                 |                         |
| ريدمان                                 |                 |                 |                           |                     | ريدمان          | ريدمان          |                 |                         |                 |                         |
| جوان                                   |                 |                 |                           |                     | هانا سبيريت     | هانا سبيريت     |                 |                         |                 |                         |
| بيت بيترز                              |                 |                 |                           |                     | جون ووترز       | جون ووترز       |                 |                         |                 |                         |
| جينيفر تيلي                            |                 |                 |                           |                     | جينيفر تيلي     | جينيفر تيلي     |                 |                         |                 |                         |
| بارب                                   |                 |                 |                           |                     |                 |                 | دانييل بيسوتي   |                         |                 |                         |
| ايان                                   |                 |                 |                           |                     |                 |                 | برينان إليوت    |                         |                 |                         |
| جيل                                    |                 |                 |                           |                     |                 |                 | ميتلاند ماكونيل |                         |                 |                         |
| سارا بيرس                              |                 |                 |                           |                     |                 |                 | شانتال كويسنيل  |                         |                 |                         |
| والد فرانك                             |                 |                 |                           |                     |                 |                 | مارتينيز        |                         |                 |                         |

### طاقم العمل
| العرض         | السلسلة الأصلية                    | السلسلة الأصلية      | السلسلة الأصلية                  | السلسلة الأصلية         | السلسلة الأصلية       | السلسلة الأصلية                                   | السلسلة الأصلية                                   | جزء الإعادة                                | مسلسل تلفزيوني                        |
| العرض         | لعبة طفل                           | لعبة طفل 2           | لعبة طفل 3                       | عروس تشاكي              | ذرية تشاكي            | لعنة تشاكي                                        | طائفة تشاكي                                       | لعبة طفل                                   | تشاكي                                 |
| ------------- | ---------------------------------- | -------------------- | -------------------------------- | ----------------------- | --------------------- | ------------------------------------------------- | ------------------------------------------------- | ------------------------------------------ | ------------------------------------- |
| المخرج        | توم هولندا                         | جون لافيا            | جاك بيندر                        | روني يو                 | دون مانشيني           | دون مانشيني                                       | دون مانشيني                                       | لارس كليفبيرغ                              | دون مانشيني                           |
| الكاتب        | دون مانشينيجون لافياتوم هولاند     | دون مانشيني          | دون مانشيني                      | دون مانشيني             | دون مانشيني           | دون مانشيني                                       | دون مانشيني                                       | تايلور بورتون سميث                         | دون مانشيني                           |
| المنتج        | دايفيد كيرشنر                      | دايفيد كيرشنر        | روبرت لاثام براون                | دايفيد كيرشنر           | دايفيد كيرشنر         | دايفيد كيرشنر                                     | دايفيد كيرشنرأودجين غافانسكي                      | سيث جراهام سميثديفيد كاتزينبيرغ            | منتج تنفيذي دون مانشيني دايفيد كيرشنر |
| المنتج        | دايفيد كيرشنر                      | دايفيد كيرشنر        | روبرت لاثام براون                | جرايس جيلروي            | كوري سينيغا           | دايفيد كيرشنر                                     | دايفيد كيرشنرأودجين غافانسكي                      | سيث جراهام سميثديفيد كاتزينبيرغ            | نيك أنتوسكا                           |
| الموزع        | جوي رينزيتي                        | جرايم ليفل           | كوري ليريوسجون داندريا           | غرايم ريفيل             | بينو دوناجيو          | جوزيف لودوكا                                      | جوزيف لودوكا                                      | بير مكريري                                 | سيُعلن لاحقاً                           |
| سينماتوغرافيا | بيل باتلر                          | ستيفان كزابسكي       | جون ليونيتي                      | بيتر باو                | فيرنون لايتون         | مايكل مارشال                                      | مايكل مارشال                                      | بريندان يوجاما                             | سيُعلن لاحقاً                           |
| محررين        | إدوارد وارسشيلكاروي بيتيرسون       | إدوارد وارشليكا      | سكوت والاسإدوارد وارشيلكا جونيور | ديفيد ووراندي بريكر     | كريس ديكنر            | جيمس كوبلينتس                                     | راندي بيكر                                        | توم إلكنز                                  | سيُعلن لاحقاً                           |
| شركة الإنتاج  | يونايتد آرتيست                     | ليفينغ دول بروداكشنز | يونيفرسال بيكشرز                 | دايفيد كيرشنر بروداكشنز | لا سينينغا برودكشنز   | يونيفرسال 1440 إنترتيمنيت دايفيد كيرشنر بروداكشنز | يونيفرسال 1440 إنترتيمنيت دايفيد كيرشنر بروداكشنز | أوريون بيكشرز كاتزسميث بروداكشنز           | يونيفرسال تيليفيجن                    |
| شركة الإنتاج  | يونايتد آرتيست                     | ليفينغ دول بروداكشنز | يونيفرسال بيكشرز                 | دايفيد كيرشنر بروداكشنز | لا سينينغا برودكشنز   | يونيفرسال 1440 إنترتيمنيت دايفيد كيرشنر بروداكشنز | يونيفرسال 1440 إنترتيمنيت دايفيد كيرشنر بروداكشنز | أوريون بيكشرز كاتزسميث بروداكشنز           | دايفيد كيرشنر بروداكشنز               |
| توزيع         | مترو غولدوين ماير / يونايتد آرتيست | يونيفرسال بيكشرز     | يونيفرسال بيكشرز                 | يونيفرسال بيكشرز        | روج / ريلاتيفتي ميديا | يونيفرسال بيكشرز                                  | يونيفرسال بيكشرز                                  | مترو غولدوين ماير / إصدارات يونايتد آرتيست | إن بي سي يونيفرسال تليفيجن            |

## الاستقبال

### شباك التذاكر
| الفيلم                                                           | تاريخ الإصدار  | إيرادات شباك التذاكر | إيرادات شباك التذاكر | إيرادات شباك التذاكر | إيرادات شباك التذاكر                       | الميزانية      | مرجع          |
| الفيلم                                                           | تاريخ الإصدار  | أمريكا الشمالية      | المناطق الأخرى       | جميع أنحاء العالم    | ميزان المراجعة المعدل في جميع أنحاء العالم | الميزانية      | مرجع          |
| ---------------------------------------------------------------- | -------------- | -------------------- | -------------------- | -------------------- | ------------------------------------------ | -------------- | ------------- |
| لعبة طفل                                                         | 9 نوفمبر 1988  | $33,244,684          | $10,952,000          | $44,196,684          | $83,933,325                                | $9,000,000     | [ 64 ] [ 65 ] |
| لعبة طفل 2                                                       | 9 نوفمبر 1990  | $28,501,605          | $7,262,000           | $35,763,605          | $64,740,8729                               | $13,000,000    | [ 66 ] [ 67 ] |
| لعبة طفل 3                                                       | 30 أغسطس 1991  | $14,960,255          | $5,600,000           | $20,560,255          | $35,716,113                                | $13,000,000    | [ 68 ]        |
| عروس تشاكي                                                       | 16 أكتوبر 1998 | $32,404,188          | $18,288,000          | $50,692,188          | $73,581,099                                | $25,000,000    | [ 69 ] [ 70 ] |
| ذرية تشاكي                                                       | 12 نوفمبر 2004 | $17,083,732          | $7,745,912           | $24,829,644          | $31,099,354                                | $12,000,000    | [ 71 ]        |
| لعبة طفل                                                         | 21 يونيو 2019  | $29,208,403          | $15,693,834          | $44,902,237          | $44,902,237                                | $10,000,000    | [ 72 ]        |
| المجموع                                                          | المجموع        | $126,194,464         | $49,847,912          | $205,250,779         | $333,973,000                               | $64,000,000(E) |               |
| مؤشر القائمة - (E) يُشير إلى رقم تقديري بناءً على الأرقام المتاحة. |                |                      |                      |                      |                                            |                |               |

### استقبال الجمهور
| الفيلم          | روتن توميتوز   | ميتاكريتيك   |
| --------------- | -------------- | ------------ |
| لعبة طفل        | 71% (48 ناقد)  | 58 (18 ناقد) |
| لعبة طفل 2      | 44% (16 ناقد)  | 37 (16 ناقد) |
| لعبة طفل 3      | 29% (14 ناقد)  | 27 (13 ناقد) |
| عروس تشاكي      | 46% (37 ناقد)  | 48 (17 ناقد) |
| ذرية تشاكي      | 33% (76 ناقد)  | 46 (17 ناقد) |
| لعنة تشاكي      | 76% (21 ناقد)  | 58 (5 نقاد)  |
| طائفة تشاكي     | 79% (24 ناقد)  | 69 (5 ناقد)  |
| لعبة طفل (2019) | 63% (202 ناقد) | 48 (35 ناقد) |

### خلافات
ارتبطت الجرائم التالية بأفلام السلسلة:
في ديسمبر 1992، قيل إن أربعة أشخاص قاموا بتعذيب وقتل فتاة تُدعى سوزان كابر تبلغ من العمر 16 عامًا بعد أن تأثروا بأحد أفلام السلسلة. أثناء تعذيب الفتاة، سخر الجُناة منها من خلال تشغيل أغنية لها، «مرحبًا، أنا تشاكي (هل تريد أن تلعب؟)»، وأخذوا عينات موسيقية من فيلم لعبة طفل.
في عام 1993، قيل أن شابين خطفوا وقتلوا طفلًا صغيرًا يدعى جيمس بولجر، تأثروا بفيلم لعبة طفل 3. أنكر الرقيب جيمس فيرمان الصلة المفترضة بين القتل والفيلم.
وفقًا لأقارب صبيان تتراوح أعمارهم بين 10 و12 عامًا هاجموا بوحشية صبيًا يبلغ من العمر 9 وآخر يبلغ 11 عامًا في إيدلينجتون بجنوب يوركشاير في أبريل 2009، شاهد المهاجمون أفلام الرعب، بما في ذلك أفلام تشاكي، من سن حوالي ستة أو سبعة.
إيلينا لوباتشيفا، سفاحة روسية، قُبض عليها في عام 2015، كانت مهووسة بفيلم عروس تشاكي، والذي استشهدت به على أنه مصدر إلهام لجرائم القتل التي ارتكبتها هي وعصابتها في جميع أنحاء موسكو.
في أغسطس 2019، تم سحب اللوحات الإعلانية والملصقات التي تروج لإعادة تشغيل فيلم لعبة الطفل 2019 في نيوزيلندا بعد تقديم شكوى إلى هيئة معايير الإعلان (ASA) لكونها غير مناسبة. تم تقديم الشكوى في الغالب مع القلق بشأن منطقة كانتربري، مدعيًا أن الإعلانات من المحتمل أن تكون صادمة بين الأطفال من خلال تذكيرهم بمعدلات الانتحار المرتفعة في تلك المنطقة، والزلازل المختلفة التي حدثت، وإطلاق النار في مسجد كرايستشيرش. يصور الإعلان تشاكي بعيون حمراء متوهجة وسكين. تم اعتبار الملصق على أنه لا يسبب أي ضرر للسكان، لكن خلصت ASA إلى أنه سيكون مخيفًا للأطفال.

## الموسيقى
قام جو رينزيتي بتأليف الموسيقى التصويرية الخاصة بأول جزء، تلاه غرايم ريفيل، الذي قام بتأليف الموسيقى التصويرية لـ لعبة طفل 2 وعروس تشاكي. ألّف John D'Andrea وCory Lerios موسيقى لعبة طفل 3، بينما قام Pino Donaggio بتأليف ذرية تشاكي. قام جوزيف لودوكا بتأليف النتيجة لـ لعنة تشاكي وطائفة تشاكي.

## وسائل الإعلام الأخرى

### لعبة فيديو
أعلنت شركة Slimstown Studios عن لعبة فيديو ركض لا نهاية لها بعنوان"Chucky: Slash & Dash". تم إصدار اللعبة على أجهزة iPhone وiPad وiPod Touch وAndroid. اللعبة نتيجة لاتفاقية مع لتطوير ونشر أول لعبة فيديو "Child's Play" للهواتف الذكية والأجهزة اللوحية المرخصة رسميًا. طريقة اللعب مستوحاة من ذروة الفيلم الثاني.
في اللعبة، عالق تشاكي في كابوس لا ينتهي حيث يركض بلا نهاية في المصنع الذي ينتج دمى Good Guys. يتحكم اللاعبون في تشاكي أثناء الركض عبر أرض المصنع أو المنصات أو المستودع أو حتى في الخارج، ويحتاجون إلى تجنب الأحزمة الناقلة والرافعات الشوكية وأحواض الأحماض والبراميل والعقبات الأخرى. يمكن لتشاكي أيضًا القضاء على حراس الأمن الذين يقومون بدوريات في المصنع باستخدام السكينة أو أسلحة أخرى غريبة مثل الساطور أو مفك البراغي، أثناء اللعب، يجمع اللاعبون البطاريات التي يمكن استخدامها لشراء عناصر داخل اللعبة أو تعزيزات الطاقة، مثل المكافأة المزدوجة للبطارية، أو البداية السريعة، أو فترات الحياة الإضافية التي يمكن أن تطيل مدة الحياة بعد الموت.